# Anna-Geneviève Greuze
Anna-Geneviève Greuze (París, 16 de abril de 1762 - Ibidem, 6 de noviembre de 1842) fue una pintora francesa que trabajó principalmente escenas de género y retratos.
Muchas de sus obras tuvieron que ser vendidas bajo el nombre de su padre, el pintor Jean-Baptiste Greuze.
Está representada, entre otros, en el Museo Nacional de Suecia de Estocolmo con Mère et enfant avec un oiseau (NM 7090). Un puñado de pinturas al pastel atribuidos a ella por tradición familiar sobrevivieron en la colección de los descendientes del escultor Henri-Zozime de Valori hasta 2009.
Está enterrada junto a su padre y su hermana Louise Gabrielle Greuse (fallecida el 10 de abril de 1812) en el cementerio de Montmartre.

## Galería

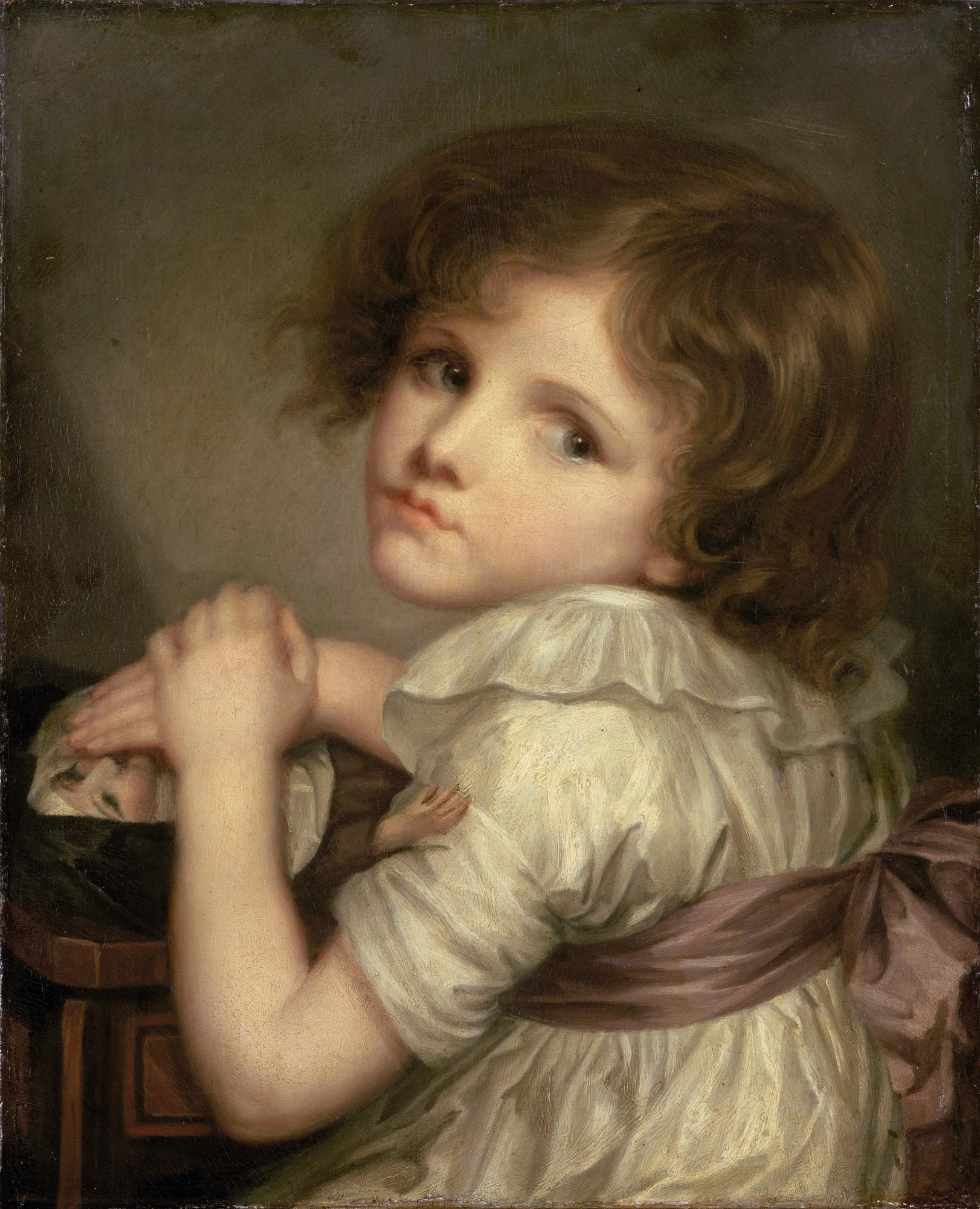
L'Enfant à la poupée, óleo sobre lienzo (París, Museo del Louvre)
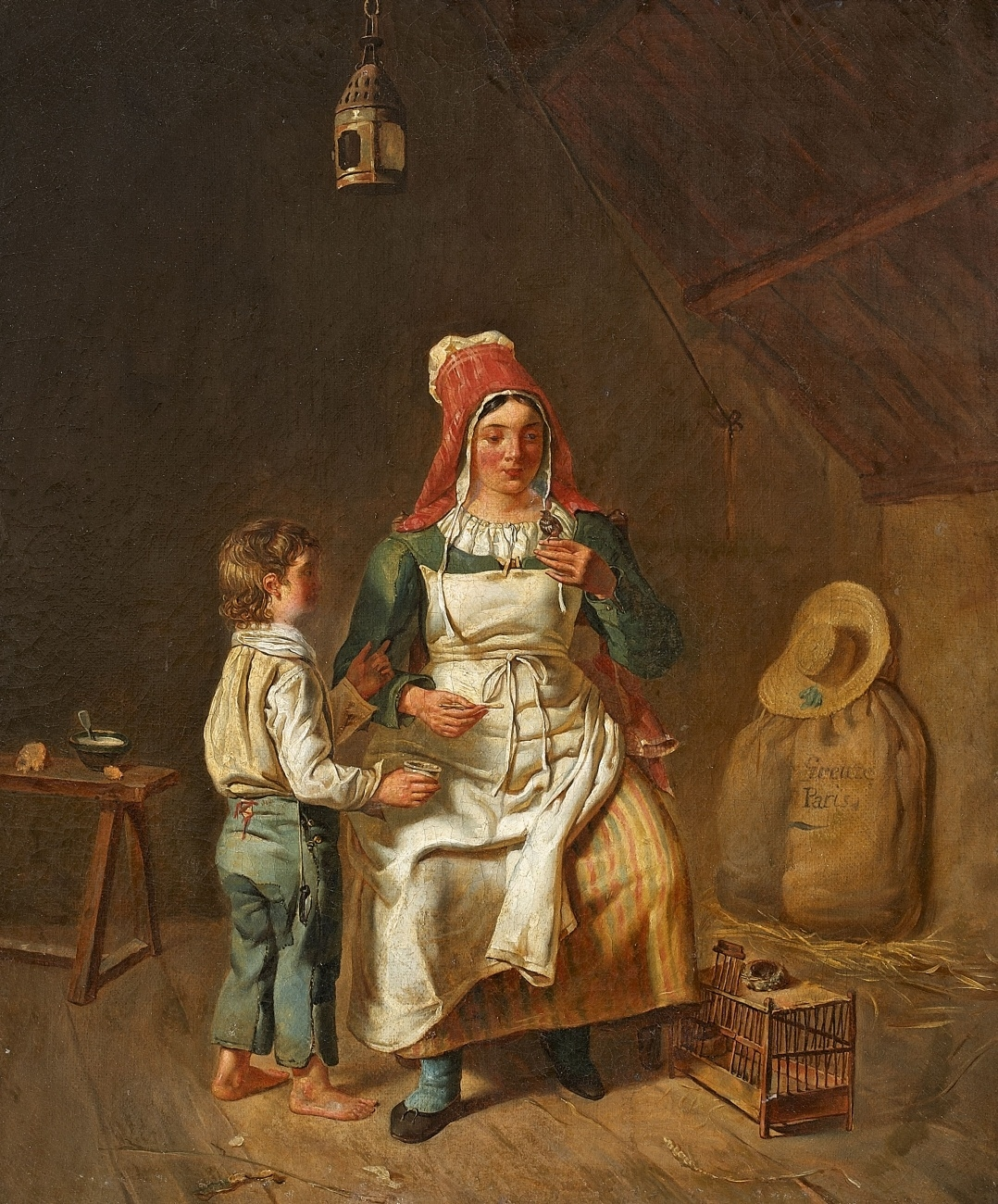
Une mère et un fils nourrissant un oiseau, óleo sobre lienzo (Estocolmo, Museo Nacional de Suecia
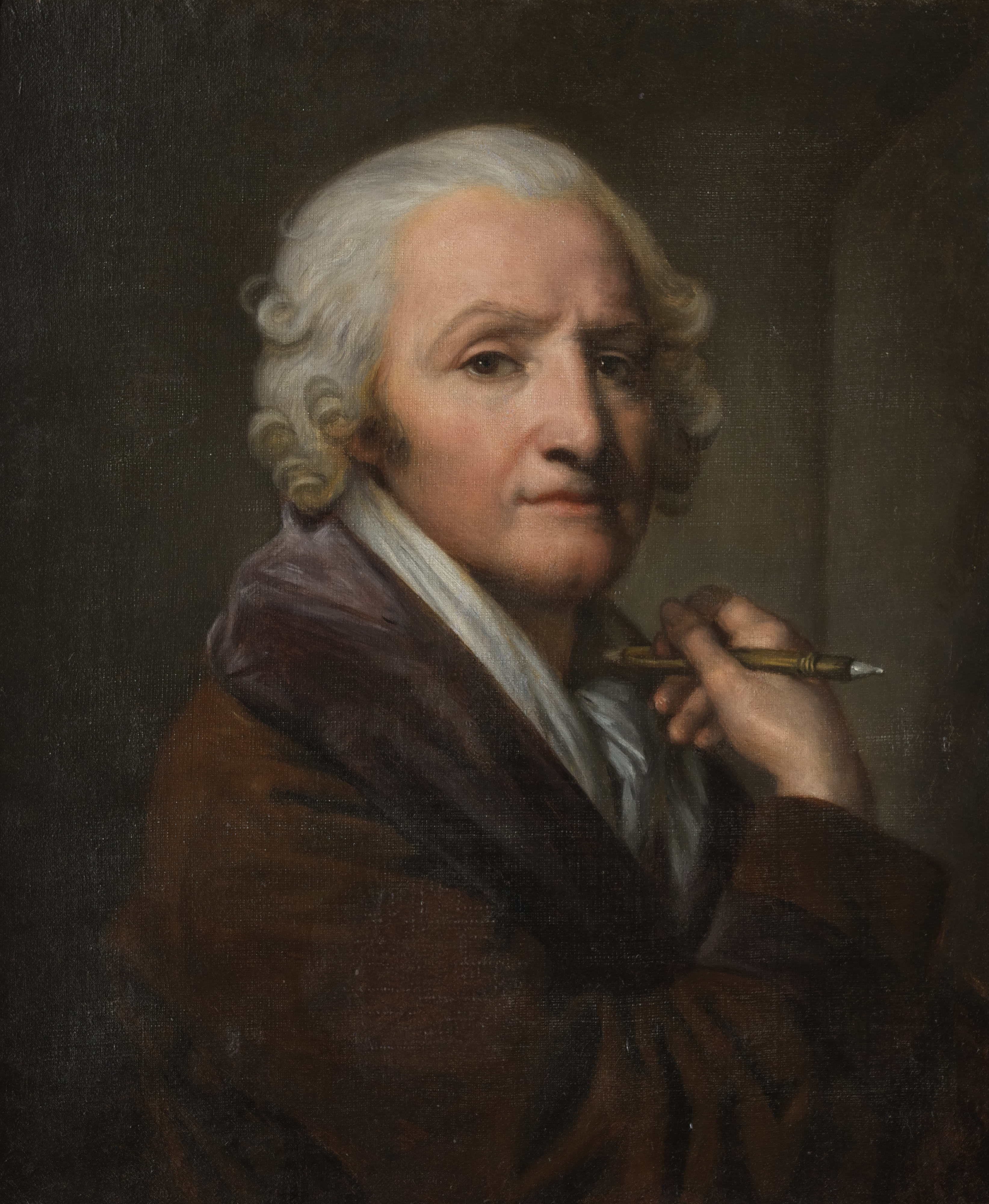
Portrait de Jean-Baptiste Greuze, óleo sobre lienzo, copia de Anna Greuze de un autorretrato de su padre, hacia 1804-1805